# Richard H. Riedel
Pour les articles homonymes, voir Riedel.
Richard H. Riedel (né le 5 avril 1904 et mort le 18 mars 1960  à Rome) est un directeur artistique américain.

## Filmographie partielle
- 1945 : La Taverne du cheval rouge (Frontier Gal) de Charles Lamont
- 1946 : Le Passage du canyon (Canyon Passage) de Jacques Tourneur
- 1947 : Le Crime de madame Lexton (Ivy) de Sam Wood
- 1949 : La Fille des prairies (Calamity Jane and Sam Bass) de George Sherman
- 1950 : Sur le territoire des Comanches (Comanche territory) de George Sherman
- 1951 : Tomahawk de George Sherman
- 1952 : Les Conducteurs du diable (Red Ball Express) de Budd Boetticher
- 1953 : Le Port des passions (Thunder Bay) d'Anthony Mann
- 1954 : Le Chevalier du roi (The Black Shield of Falworth) de Rudolph Maté
- 1954 : La Brigade héroïque (Saskatchewan) de Raoul Walsh
- 1954 : Les Rebelles (Border River) de George Sherman
- 1955 : Les Années sauvages(The Rawhide Years) de Rudolph Maté
- 1956 : Brisants humains (Away All Boats) de Joseph Pevney
- 1958 : Le Démon de midi (This Happy Feeling) de Blake Edwards
- 1958 : Madame et son pilote (The Lady Takes a Flyer) de Jack Arnold
- 1959 : Confidences sur l'oreiller (Pillow Talk) de Michael Gordon
- 1959 : Les lâches meurent aussi (A Stranger in My Arms) de Helmut Käutner
- 1960 : Meurtre sans faire-part (Portrait in Black) de Michael Gordon